# Rissoa auriscalpium
Rissoa auriscalpium is een slakkensoort uit de familie Rissoidae. De wetenschappelijke naam is gepubliceerd in 1758 door Linnaeus in de tiende editie van Systema naturae.